# Resusci Anne

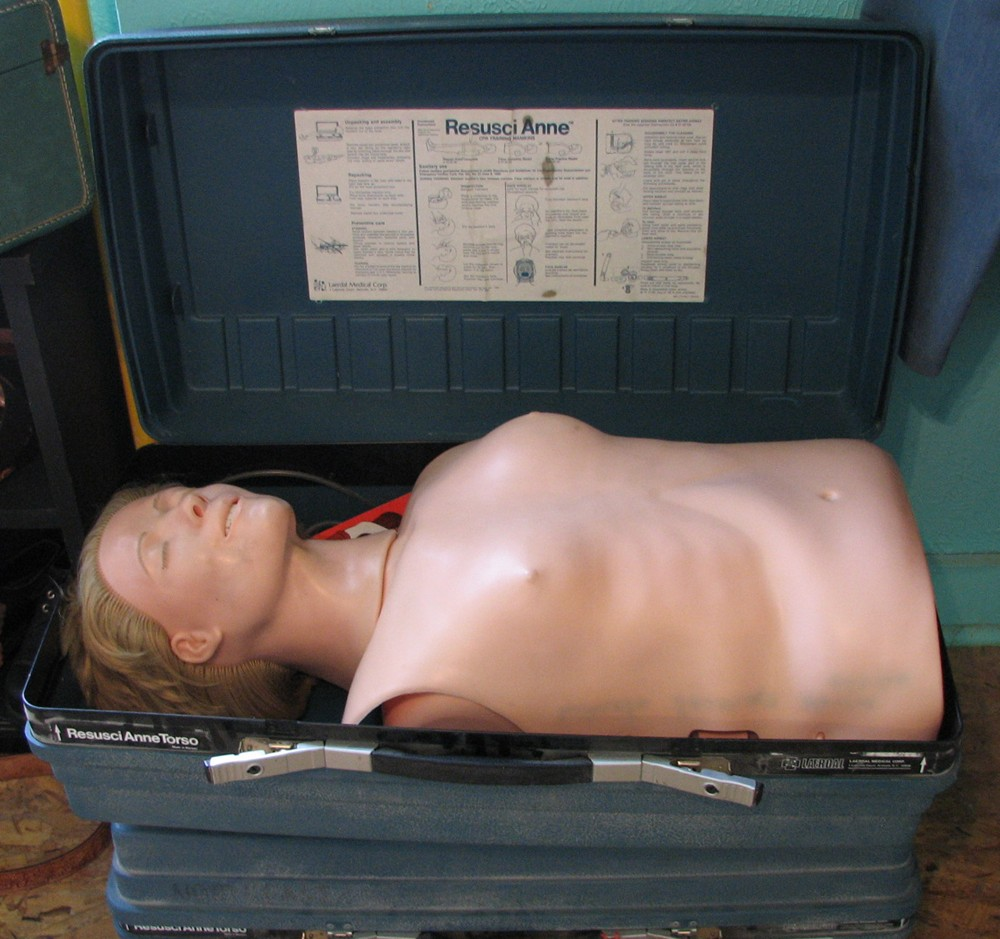
Fantom Resusci Anne

Resusci Anne – także, w zależności od regionu – CPR Anne lub CPR Annie to fantom do nauki resuscytacji krążeniowo-oddechowej, będącej połączeniem sztucznego oddychania i masażu serca, produkowany przez Laerdal Medical – producenta sprzętu medycznego i produktów medycznych z siedzibą w Stavanger w Norwegii.
Manekiny Resuci Anne wprowadzono na rynek w 1960 roku, a ich opracowanie było wynikiem przyjęcia kilka lat wcześniej przez American Heart Association standardów resuscytacji. Wówczas to zaproponowano Asmundowi Laerdalowi – założycielowi firmy Laerdal – opracowanie manekinu, który można by używać do nauki tej metody. Asmund Laerdal wykorzystał swoje doświadczenie w produkcji miękkich plastików (modele samochodów Tomte Laerdal oraz mechanizacji zabawek (zamykane oczy lalek). Manekin charakteryzuje się anatomiczną, realistyczną sylwetką ciała; można go ułożyć zgodnie z tym, jak układa się ciało człowieka. Wykonywanie masażu serca i sztucznego oddychania daje ratownikowi wrażenie takie, jak doświadczenie na ratowanym człowieku – wewnętrzne mechanizmy manekina dają sprzężenie zwrotne w postaci oporu, uginania się, poruszania się klatki piersiowej zgodne z anatomicznymi cechami człowieka. Dzięki temu zabiegowi osoba trenująca CPR nabiera prawidłowych nawyków i zaznajamia się z reakcją ciała pacjenta na zastosowane zabiegi.
Szacuje się, że od 1960 roku – tj. wprowadzenia na rynek CPR Annie, trenowało na tym manekinie ok. 300–400 milionów osób (stan na rok 2012).
Manekin ten posiada także wersję bardziej mobilną – Mini Anne, wykorzystywaną w treningach w szkołach (np. program szkoleniowy prowadzony przez WOŚP), domach i instytucjach.
Rozwinięciem pierwszego modelu jest cała seria manekinów firmy Laerdal Medical, cechujących się zróżnicowanym stopniem złożoności oraz specjalnymi programami treningowymi. Najbardziej zaawansowanym jest skomputeryzowany manekin SimMan 3G, który jest autonomicznym robotem, komunikującym się bezprzewodowo z komputerem instruktora, skąd zadawane są pacjentowi wybrane schorzenia; instruktor także może zdalnie komunikować się z ratownikiem, wypowiadając do mikrofonu kwestie pacjenta. Do manekinu SimMan 3G można podłączyć specjalny monitor, obrazujący podstawowe funkcje życiowe pacjenta.

## Pochodzenie
Twarz manekina Resusci Anne stanowi odbicie maski pośmiertnej anonimowej kobiety – piękności z Sekwany (fr. L'Inconnue de la Seine – "nieznana z Sekwany"), znalezionej martwej na brzegu rzeki pod koniec lat osiemdziesiątych XIX wieku. Z powodu użycia tego wizerunku na manekinie do resuscytacji krążeniowo-oddechowej, jest ona nazywana najczęściej całowaną twarzą na świecie.

## W kulturze popularnej
Michael Jackson także odbył szkolenie na manekinie CPR Annie. Podczas treningu należy na początku nawiązać próbę kontaktu werbalnego; w amerykańskiej instrukcji w tym miejscu padają słowa Annie, are you OK?. Artysta wykorzystał tę kwestię w piosence swojego autorstwa "Smooth Criminal".